# Ortocèrides
Els ortocèrides (Orthocerida, gr. "banya recta") són un ordre extint de mol·luscs cefalòpodes que foren molt abundants en els mars del Paleozoic. Els més antics són de l'Ordovicià superior (fa uns 450 milions d'anys) i es van extingir a la fi del Triàsic, fa uns 208 milions d'anys. No eren molt diferents als actuals nàutils, per bé que la conquilla externa, que també que estava dividida en càmeres, tenia forma de banya, cònica, llarga i prima, recta o lleugerament corbada. Podien omplir i buidar d'aigua les càmeres internes, de tal manera que podien regular las seva fondària i situar-se a diferents profunditats.

## Característiques
La conquilla dels ortocèrides era molt llarga, esvelta i recta o lleugerament corbada, amb secció transversal subcircular, per bé que no es coneixen les cambres molts gèneres. A l'Ordovicià i Silurià eren relativament freqüents les conquilles anul·lades (per exemple Dawsonoceras) i les conquilles amb una forta ornamentació superficial en forma de crestes i solcs longitudinals (família o subfamília Kionoceratinae) o transversals (família o subfamília Spyroceratinae), però van disminuir després del Silurià. El sifuncle es prim, central o subcentral, amb colls septals cilíndrics i en alguns casos dipòsits endosifunculars (llast).

## Història evolutiva
L'ordre Orthocerida és potser el més exitós dels primers cefalòpodes paleozoics. Van aparèixer per primera vegada durant l'Ordovicià Mitjà, i van augmentar en diversitat morfològica fins al Silurià Mitjà, quan existien uns 30 gèneres. Després, l'ordre va disminuir en abundància fins al Permià, quan es va extingir, per bé que algunes formes triàsiques són de vegades classificades a la família Orthoceratidae.

## Paleoecologia
Els ortocèrides eren depredadors de moviment lent, com es dedueix del tipus de conquilla, molt llarga i prima; segurament es mourien lentament a través de l'aigua, prop del fons del mar, on podien capturar fàcilment trilobits i crustacis. La cambra viva on vivia l'animal era relativament petita, però la conquilla tenia un equilibri hidroestàtic perfecte i era essencialment ingràvida pel que fa a la flotació. Aquest equilibri es va aconseguir principalment mitjançant el desenvolupament de dipòsits endosifunculars o camerals, o ambdós. Es tractava de formes predominantment nectobentòniques i nectòniques.

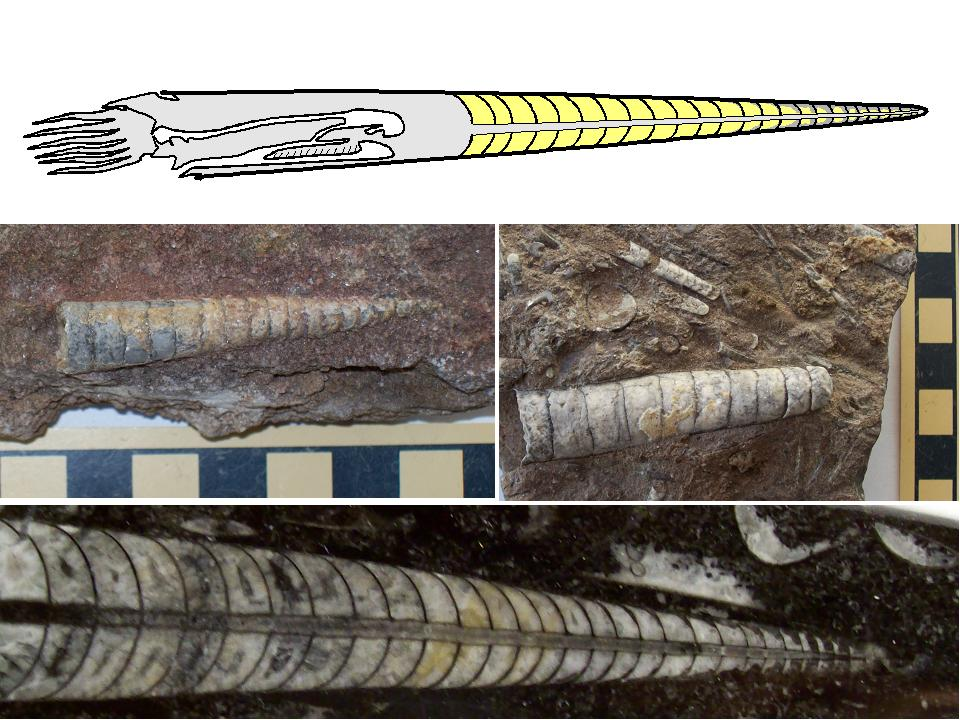
Composició d'imatges. Closques i recreació artística.
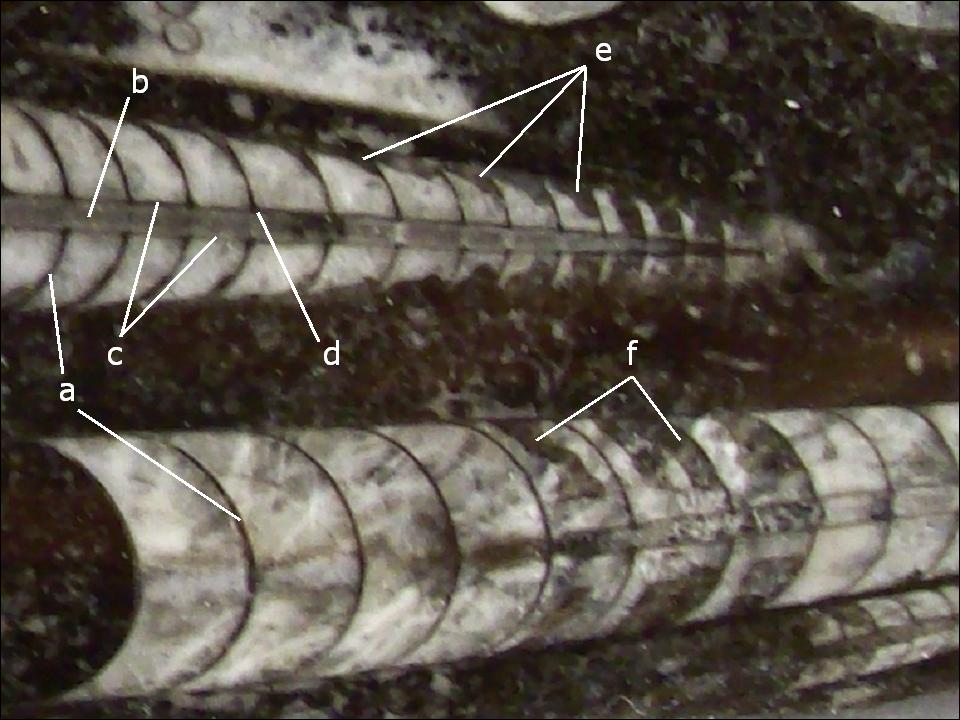
Secció polida de pedra calcària d'Orthoceras Silúrico-Devonià tardà (Erfoud, Marroc). Les càmeres de les petxines estan majoritàriament farcides per calcita espàtica. Mides: 4x3 cm.
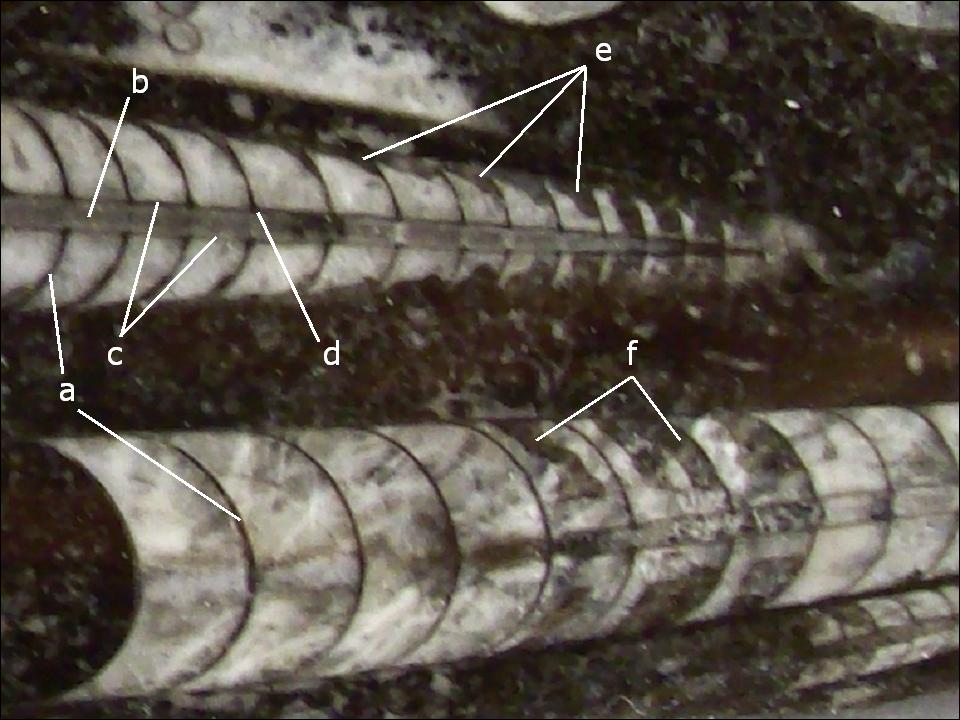
Caràcters interns dels nautiloïdeus ortoceràtids; a) septes; b) sifó; c) anells de connexió d) colls septals; e) dipòsits endocamerals; f) farcits de sediments.
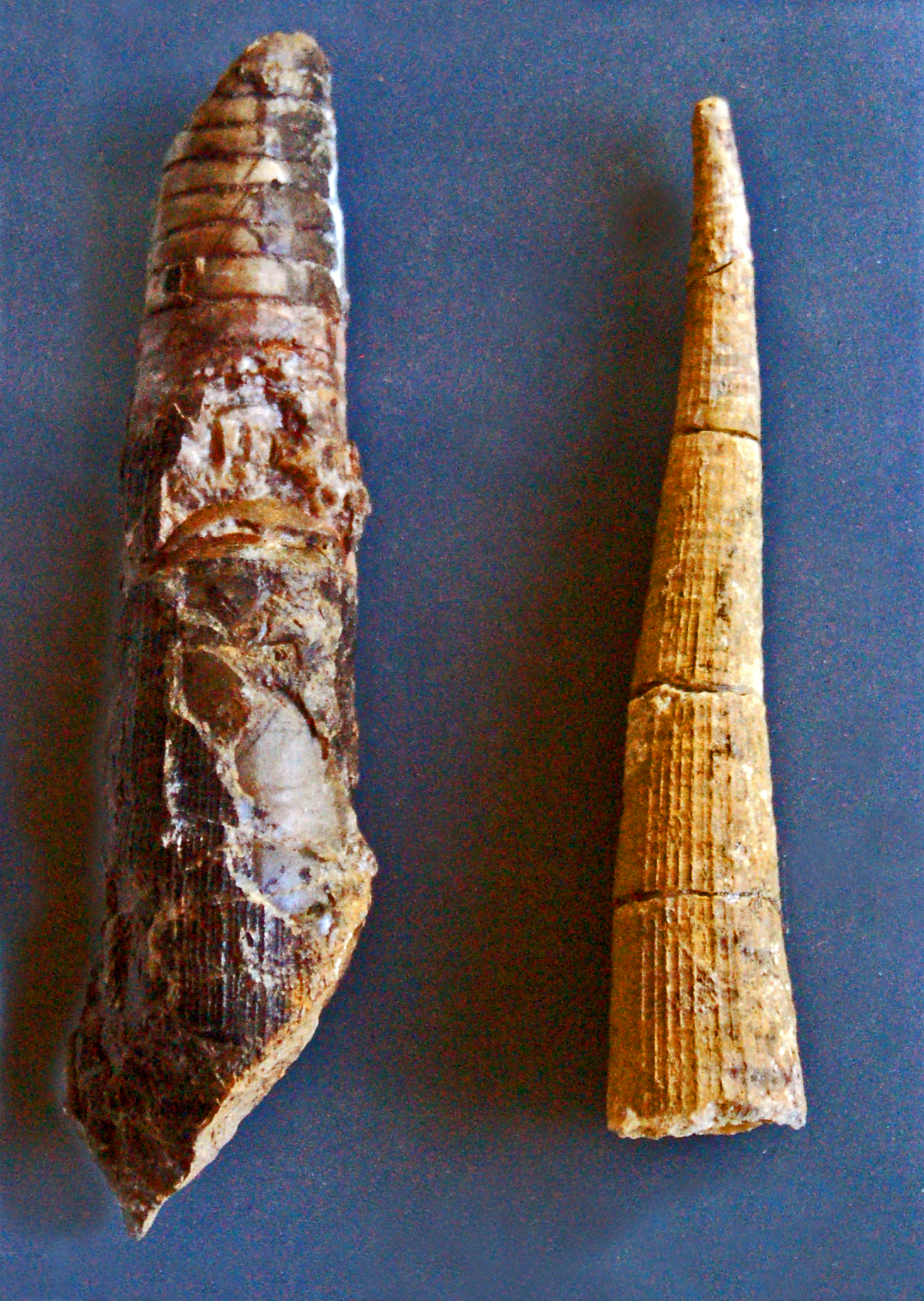
Kionoceras doricum de la Rep. Txeca. Museu Nacional. Praga.
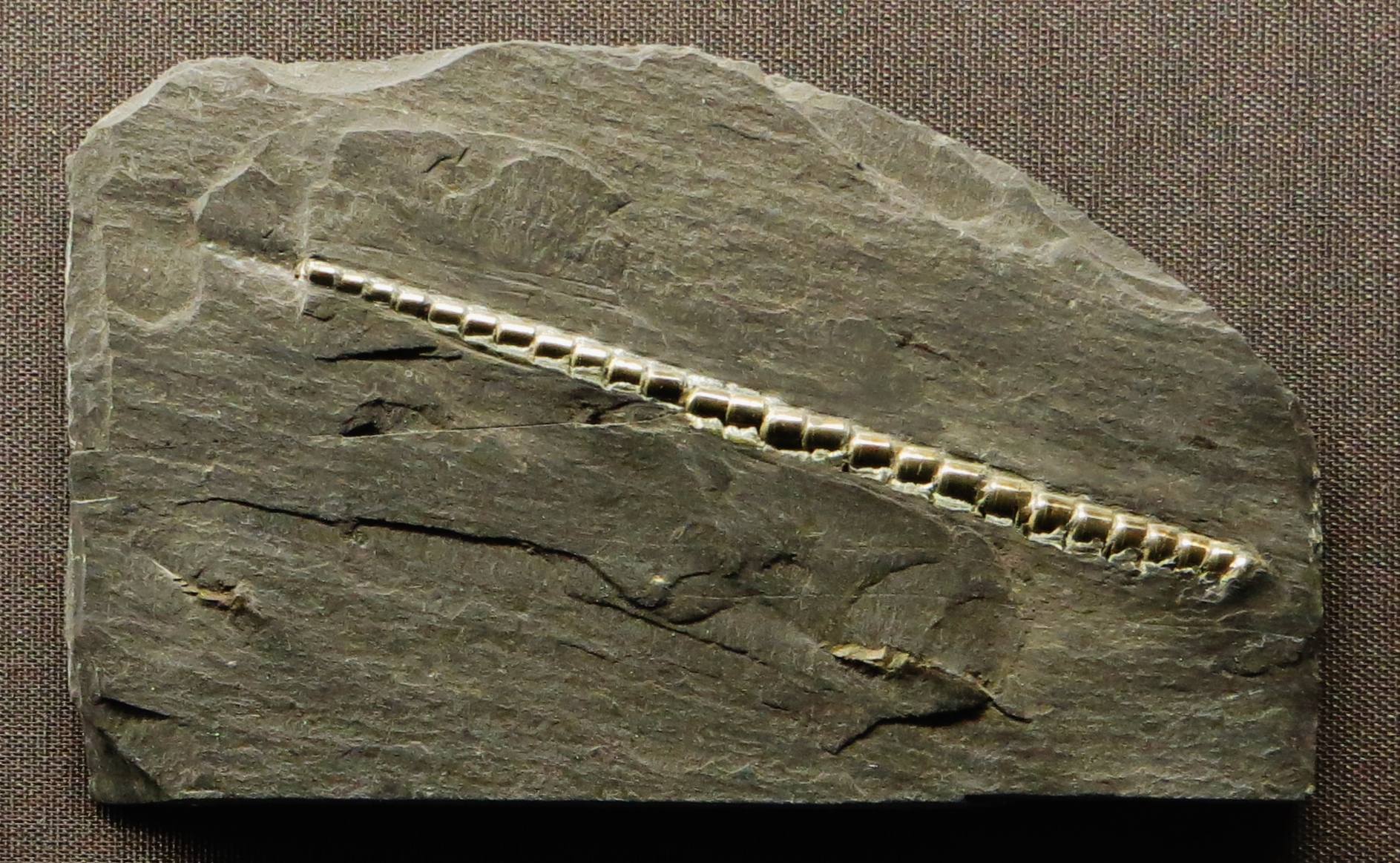
Restes sobre llicorella. Museu d'Història Natural. Wiesbaden.
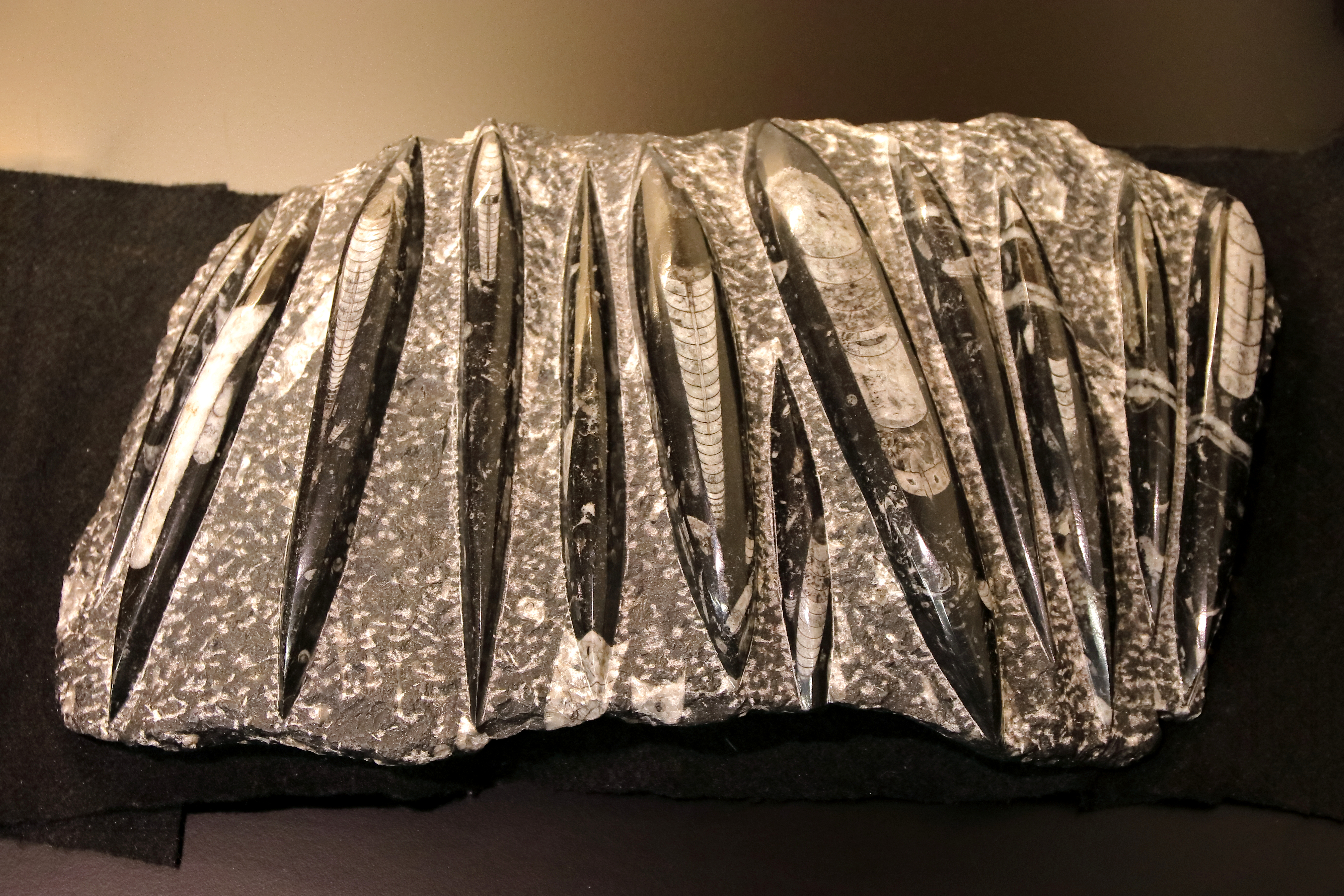
Grup de d'Orthoceras incrustats. Superfície de la roca i el mateix fòssil polits.

## Taxonomia
L'ordre Orthocerida inclou 10 famílies:
- Arionoceratidae †
- Baltoceratidae †
- Clinoceratidae †
- Geisonoceratidae †
- Lamellorthoceratidae †
- Orthoceratidae †
- Paraphragmitidae †
- Proteoceratidae †
- Pseudorthoceratidae †
- Stereoplasmoceratidae †